# Raïon de Vileïka
Le raïon de Vileïka (en biélorusse : Вялейскі раён, Vialeïski raïon ; en russe : Вилейский район, Vileïski raïon) est une subdivision de la voblast de Minsk, en Biélorussie. Son centre administratif est la ville de Vileïka.

## Géographie
Le raïon couvre une superficie de 2 453,81 km2, dans le nord-ouest de la voblast. Le raïon est limité au nord par le raïon de Miadzel, au nord-est par la voblast de Vitebsk (raïon de Dokchytsy), à l'est par le raïon de Lahoïsk, au sud par le raïon de Maladetchna et à l'ouest par la voblast de Hrodna (raïon de Smarhon).

## Histoire
Le raïon de Vileïka a été créé le 15 janvier 1940.

## Population

### Démographie
Les résultats des recensements de la population (*) font apparaître une baisse continue de la population depuis 1959. Ce déclin s'est accéléré dans les premières années du XXIe siècle :
Recensements (*) ou estimations de la population :
| 1959*  | 1970*  | 1979*  | 1989*  | 1999*  | 2009*  |
| ------ | ------ | ------ | ------ | ------ | ------ |
| 80 020 | 75 819 | 73 374 | 70 026 | 64 544 | 52 053 |

### Nationalités
Selon les résultats du recensement de 2009, la population du raïon se composait de deux nationalités principales :
- 93,9 % de Biélorusses ;
- 4,5 % de Russes.

### Langues
En 2009, la langue maternelle était le biélorusse pour 84,2 % des habitants du raïon de Vileïka et le russe pour 15 %. Le biélorusse était parlé à la maison par 61,4 % de la population et le russe par 37,2 %.